# Iván Trevejo
Iván Trevejo Pérez (* 1. September 1971 in Havanna) ist ein ehemaliger kubanisch-französischer Degenfechter.

## Erfolge
Bei Panamerikanischen Spielen gewann Iván Trevejo mit der Mannschaft 1995 in Mar del Plata und 1999 in Winnipeg jeweils die Goldmedaille. Im Einzel sicherte er sich beide Male Bronze. Dazwischen wurde er unter anderem 1997 in Kapstadt Weltmeister mit der Mannschaft. Zwei Jahre darauf folgte der Gewinn der Bronzemedaille im Mannschaftswettbewerb. Er nahm zweimal an Olympischen Spielen teil. 1996 in Atlanta erreichte er das Finale der Einzelkonkurrenz, in dem er Alexander Beketow knapp mit 14:15 unterlag. Bei den Olympischen Spielen 2000 in Sydney wurde er Sechster im Einzel. Im Mannschaftswettbewerb sicherte er sich mit der kubanischen Equipe nach einem abschließenden 45:31-Erfolg über Südkorea den dritten Platz und damit die Bronzemedaille.
Nach den Weltmeisterschaften 2002 in Lissabon entschloss sich Trevejo, nicht nach Kuba zurückzukehren und ließ sich mit Frau und Kind in Südfrankreich nieder, wo er auf nationaler Ebene weiterfocht. 2010 erhielt er die französische Staatsbürgerschaft und durfte fortan international für Frankreich starten. So gewann er bei den Weltmeisterschaften 2013 mit der französischen Equipe Bronze und bei den Europaspielen 2015 in Baku sowohl im Einzel als auch mit der Mannschaft Gold.